# Parque de Entretenimiento Miramar
El Parque de Entretenimiento Miramar (en chino: 美麗華百樂園) es un centro comercial en la zona Dazhi del distrito de Zhongshan en la ciudad de Taipéi, de la isla de Taiwán. Los grandes almacenes también contienen un teatro IMAX. Con unas dimensiones de 28m x 21m, su pantalla de cine es la más grande de Asia para la proyección de películas comerciales. La Línea Neihu (TRTS) del Sistema de Tránsito Rápido de Taipéi tiene una estación (Estación Ruta Jiannan) al lado del complejo de tiendas.